# Ecnomus tropicus
Ecnomus tropicus är en nattsländeart som beskrevs av Cartwright 1990. Ecnomus tropicus ingår i släktet Ecnomus och familjen trattnattsländor. Inga underarter finns listade i Catalogue of Life.